# Kamp Wierden I
Kamp Wierden I (NAD-kamp nummer 234) was een kamp bij Hoge Hexel in de Nederlandse gemeente Wierden. Dit kamp heette ook "Vossenbosch" naar het naastgelegen landgoed "Den Vossenbosch".

## Geschiedenis

### Oorlogsjaren
In het kader van 'de opbouwdienst' werden in mei 1940 barakken gebouwd. Gedemobiliseerde soldaten werden er gehuisvest voor ontginningswerk op het Wierdense Veld. Na een half jaar werd het kamp uitgebreid en als oefenterrein gebruikt door Duitse soldaten.
Op 10 augustus 1942 gaven de Duitsers dit kamp de naam "Maarten Harpertszoon Tromp".

### Moluks woonoord
Na jaren leegstand van het kamp was Vossenbosch een woonoord voor de Molukse gemeenschap tussen 1951 en 1972. Daarna zijn de barakken afgebroken en is het terrein in gebruik genomen voor de ruitersport. In 2021 is er een monument ter nagedachtenis opgericht aan het Molukse woonoord Vossenbosch.
Almere · Beugelen · Kamp De Bruine Enk · Dobbendal · Eerde · Heitraksgoor · Hilvarenbeek · Hooghalen · Havelte · Kloosterhaar · Nuis · Overbroek · De Pieterberg · De Rips · Ronde Huis · Schoonloo · De Vecht · Vledder · Vosseveld · Waterloo (Lisiduna) · Wierden I · Wyldemerk